# 紀元前267年
紀元前267年（きげんぜん267ねん）は、ローマ暦の年である。
当時は、「マルクス・アティリウス・レグルスとルキウス・ユリウス・リボが共和政ローマ執政官に就任した年」として知られていた（もしくは、それほど使われてはいないが、ローマ建国紀元487年）。紀年法として西暦（キリスト紀元）がヨーロッパで広く普及した中世時代初期以降、この年は紀元前267年と表記されるのが一般的となった。

## 他の紀年法
- 干支 : 甲午
- 日本
  - 皇紀394年
  - 孝霊天皇24年
- 中国
  - 周 - 赧王48年
  - 秦 - 昭襄王40年
  - 楚 - 頃襄王32年
  - 斉 - 襄王17年
  - 燕 - 武成王5年
  - 趙 - 恵文王32年
  - 魏 - 安釐王10年
  - 韓 - 桓恵王6年
- 朝鮮 :
- ベトナム :
- 仏滅紀元 : 280年
- ユダヤ暦 :

## できごと

### ギリシア
- マケドニア王アンティゴノス2世は、ギリシアからマケドニア軍を駆逐しようとするアテナイ、スパルタ、アルカディア、アカエアの連合からなる反乱に対処しなければならなかった（クレモニデス戦争）。この反乱は、エジプトのプトレマイオス2世が支援していた。

### 中国
- 秦の悼太子質が魏で死去した。